# Ivan Šimko
Ivan Šimko (ur. 1 stycznia 1955 w Bratysławie) – słowacki polityk, prawnik i ekonomista, deputowany, wicepremier i minister, współzałożyciel Ruchu Chrześcijańsko-Demokratycznego oraz Słowackiej Unii Chrześcijańskiej i Demokratycznej.

## Życiorys
W 1978 ukończył studia w Wyższej Szkole Ekonomicznej w Bratysławie, w 1987 został absolwentem prawa na Uniwersytecie Komeńskiego. W okresie komunizmu pracował m.in. jako asystent w Instytucie Badawczym Planowania Regionalnego. Od listopada 1989 do czerwca 1990 był doradcą wicepremiera Czechosłowacji Jána Čarnogurskiego. W latach 1990–1992 zasiadał w Izbie Ludu Zgromadzenia Federalnego Czechosłowacji.
Od 18 lutego do 24 czerwca 1992 pełnił funkcję ministra sprawiedliwości Słowacji. W 1994 uzyskał mandat posła do Rady Narodowej. W tymczasowym rządzie Jozefa Moravčíka sprawował funkcję wicepremiera (1994). Po dojściu do władzy koalicji demokratycznej skupionej wokół Mikuláša Dzurindy został w 2001 ministrem spraw wewnętrznych. W latach 2002–2003 sprawował urząd ministra obrony w drugim rządzie tego premiera.
Był współzałożycielem Ruchu Chrześcijańsko-Demokratycznego, a od 1992 jego wiceprzewodniczącym. W 1998 wraz z partią przystąpił do Słowackiej Koalicji Demokratycznej, zaś w 2000 po odejściu z KDH znalazł się wśród 11 sygnatariuszy Słowackiej Unii Chrześcijańskiej i Demokratycznej. Po sporach z przewodniczącym SDKÚ Mikulášem Dzurindą odszedł w 2004 z partii, zakładając Wolne Forum, z którego jeszcze w tym samym roku wystąpił. W 2005 powołał ugrupowanie pod nazwą Misia 21 – Nová kresťanská demokracia (od 2006 pod nazwą MISIA 21 – Hnutie kresťanskej solidarity).
W 2006 znalazł się poza parlamentem, wycofując się z bieżącej aktywności politycznej. Zajął się działalnością biznesową w branży konsultingowej, a także pracą jako wykładowca akademicki. W 2010 powrócił do KDH. W maju 2023 objął urząd ministra spraw wewnętrznych w technicznym rządzie Ľudovíta Ódora. Został odwołany w lipcu tego samego roku.